# 菲约尔斯
菲约尔斯（法語：Fillols，法語發音：[fijɔls] ⓘ）是法国东比利牛斯省的一个市镇，位于该省中部，属于普拉德区。

## 地理
菲约尔斯（42°33'39"N, 2°24'34"E）面积8.4 平方千米，位于法国奧克西塔尼大區东比利牛斯省，该省份为法国大陆部分最南部的省份，涵盖了北加泰罗尼亚，北起奥德省，西接阿列日省和安道尔，南与西班牙接壤，东临地中海。
与菲约尔斯接壤的市镇（或旧市镇、城区）包括：里亚-锡拉克、托里尼亚、韦尔内莱班、科尔内亚德孔夫朗。

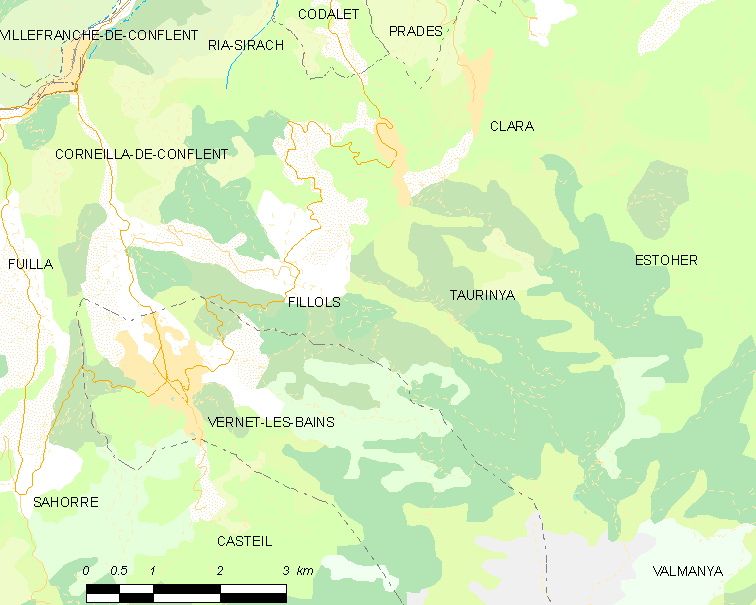
菲约尔斯的OSM定位图

菲约尔斯的时区为UTC+01:00、UTC+02:00（夏令时）。

## 行政
菲约尔斯的邮政编码为66820，INSEE市镇编码为66078。

## 政治
菲约尔斯所属的省级选区为勒卡尼古县。

## 人口

1962-2008年间菲约尔斯人口变化图示

菲约尔斯于2022年1月1日时的人口数量为208人。